# Алан (Мамадышский район)
Ала́н — деревня в Мамадышском районе Республики Татарстан Российской Федерации. Входит в состав Среднекирменского сельского поселения.

## География
Деревня расположена на правом притоке реки Омарка, в 18 километрах к западу от города Мамадыш. 

## История
Деревня основана в 1930-х годах. С момента образования в составе Мамадышского района.

## Население
| 1938 | 1949 | 1958 | 1970 | 1979 | 1989 | 2000     | 2010 |
| ---- | ---- | ---- | ---- | ---- | ---- | -------- | ---- |
| 122  | 140  | 173  | 119  | 72   | 25   | менее 10 | 3    |

| 2013 |
| ---- |
| 3    |